# Рируако, Куаима
Рируако, Исаак Куаима (24 апреля 1935, Аминуис, Омахеке, Намибия — 2 июня 2014) — намибийский политический деятель, 8-й верховный вождь гереро. и лидер Национальной общественной демократической партии (НУДО), представитель в парламенте от гереро, кандидат в президентских выборах в ноябре 2004 года (4,23 % голосов).

## Биография
С 1978 года, после убийства Клеменса Капууо, Куаима Рируако — верховный вождь народа гереро. Для получения официального извинения от правительства ФРГ перед потомками жертв геноцида, совершенного в 1904 году германскими колонизаторами, обратился за помощью к американским адвокатам. Кроме этого, Рируако потребовал от ФРГ выплатить им компенсации в размере 4-х миллиардов долларов, по примеру выплат евреям и подневольным рабочим «Третьего рейха». Но Германия продолжает отрицать это, хотя Рируако удалось выиграть официальных извинений от правительства Германии.
С 1986 по 1987 года, являлся членом Конституционного совета и был избран в Национальное собрание Намибии в качестве кандидата от Демократического альянса Турнхалле (DTA) в 1994 году.
В 2003 году, НУДО вышла из DTA, посчитав, что партия не представляет должным образом интересы гереро. Рируако стал президентом партии НУДО и ушел из Национального собрания.
В ноябре 2004 года, избран кандидатом от партии НУДО на парламентских выборах.
В октябре 2009 года НУДО выдвигает Рируако в качестве кандидата на президентских выборов 2009 года.